# Lənkəran
Lənkəran (o anche Lankaran, in russo Ленкорань, Lenkoran') è una città di 52 534 abitanti dell'Azerbaigian. Sorge nella zona meridionale del paese, lungo la costa del Mar Caspio, vicino al confine con l'Iran.

## Etimologia
In passato era chiamata Langarkanan, che in farsi significa "il luogo in cui si tira su l'ancora", da Langar (in persiano لنگر‎, àncora) + "kan" (in persiano کن‎, tirare su) + "an" (in persiano آن‎, suffisso di luogo). Secondo alcune fonti, però, Lənkəran deriverebbe dal talishano lan karan, "casa di bambù". In alternativa, il toponimo deriverebbe dalla lingua dei Medi, in particolare da Lan(a)karan: karan-, significa "confine, regione, terra" e Lan è il nome di una tribù caspiana.

## Geografia
Nei pressi della città si trovano spiagge sabbiose. Lənkəran è una nota località termale, per la presenza di acque ricche di solfuro e cloruro e di acque sodico-calciche, specie le sorgenti termali di Andjin (superiore e inferiore), localizzate 12 km a ovest della città. Di rilievo sono, a ovest, anche le rovine del castello di Ballabur, vicino al villaggio che reca il medesimo nome. La regione annovera una vasta zona che ricade in un parco naturale, con numerose specie di fauna e flora protette.

### Clima
| Lənkəran (1991-2020) Fonte:  | Mesi         | Mesi         | Mesi        | Mesi        | Mesi        | Mesi        | Mesi        | Mesi        | Mesi        | Mesi        | Mesi        | Mesi        | Stagioni | Stagioni | Stagioni | Stagioni | Anno    |
| Lənkəran (1991-2020) Fonte:  | Gen          | Feb          | Mar         | Apr         | Mag         | Giu         | Lug         | Ago         | Set         | Ott         | Nov         | Dic         | Inv      | Pri      | Est      | Aut      | Anno    |
| ---------------------------- | ------------ | ------------ | ----------- | ----------- | ----------- | ----------- | ----------- | ----------- | ----------- | ----------- | ----------- | ----------- | -------- | -------- | -------- | -------- | ------- |
| T. max. media (°C)           | 8,7          | 9,1          | 12,4        | 16,9        | 23,0        | 28,1        | 30,7        | 30,6        | 26,1        | 20,8        | 14,4        | 10,1        | 9,3      | 17,4     | 29,8     | 20,4     | 19,2    |
| T. media (°C)                | 4,8          | 5,4          | 8,5         | 12,9        | 18,6        | 23,4        | 25,9        | 25,8        | 21,9        | 16,8        | 10,7        | 6,4         | 5,5      | 13,3     | 25,0     | 16,5     | 15,1    |
| T. min. media (°C)           | 1,9          | 2,5          | 5,4         | 9,5         | 14,8        | 19,2        | 21,9        | 21,6        | 18,4        | 13,5        | 7,8         | 3,6         | 2,7      | 9,9      | 20,9     | 13,2     | 11,7    |
| T. max. assoluta (°C)        | 28,0 (1979)  | 27,4 (2020)  | 28,5 (2008) | 32,4 (1998) | 36,0 (2007) | 36,0 (1991) | 39,7 (2002) | 39,9 (2001) | 38,2 (2001) | 34,5 (2013) | 26,9 (1992) | 28,0 (1980) | 28,0     | 36,0     | 39,9     | 38,2     | 39,9    |
| T. min. assoluta (°C)        | −15,0 (1990) | −11,2 (1993) | −7,7 (1985) | −2,2 (1967) | 1,7 (2003)  | 7,8 (1967)  | 10,0 (1978) | 11,0 (2006) | 7,8 (1962)  | 1,0 (1977)  | −3,2 (2016) | −8,9 (1964) | −15,0    | −7,7     | 7,8      | −3,2     | −15,0   |
| Precipitazioni (mm)          | 75           | 56           | 56          | 67          | 29          | 13          | 20          | 23          | 82          | 142         | 124         | 83          | 214      | 152      | 56       | 348      | 770     |
| Giorni di pioggia            | 10           | 10           | 11          | 8           | 8           | 3           | 2           | 4           | 7           | 13          | 12          | 9           | 29       | 27       | 9        | 32       | 97      |
| Ore di soleggiamento mensili | 105,4        | 98,9         | 124,0       | 171,0       | 226,3       | 282,0       | 306,9       | 254,2       | 189,0       | 127,1       | 99,0        | 108,5       | 312,8    | 521,3    | 843,1    | 415,1    | 2 092,3 |

## Storia
Lənkəran sorge su una palude lungo la riva settentrionale del fiume che porta il nome della città. Resti di insediamenti umani nella zona risalgono al periodo del Neolitico, oltre a rovine di villaggi fortificati risalenti all'età del bronzo e all'età del ferro.
Con la morte di Nadir Shah (1736-1747), fu fondato il khanato taliscio per opera di Seyyed Abbas, i cui antenati erano membri della dinastia iraniana dei Safavidi e si erano trasferiti nella regione di Talish negli anni '20 del XVIII secolo, in un periodo molto turbolento della storia dell'Iran. Dalla fondazione del khanato sino al 1828 la città fu sotto la giurisdizione delle dinastie Zand e Qajar dell'Iran. Nella prima metà del XIX secolo, i russi guadagnarono il controllo della città, per poi mantenerlo negli anni della s through the guerra russo-persiana del 1722-1723. Nel 1732 Lənkəran passò di nuovo sotto il controllo iraniano con il trattato di Resht.
Durante la guerra russo-persiana del 1804-1813, il generale Kotljarevskij, a comando del contingente russo posto più a sud durante il conflitto, invase Lənkəran e ne espugnò la fortezza. Con il trattato di Golestan del 1813, Lənkəran fu ceduta alla Russia. L'Iran dei Qajar riottenne la città durante la guerra russo-persiana del 1826-1828, ma fu costretta a restituirla dopo il trattato di Turkmenchay (1828), che sancì la fine dell'influenza persiana nel Caucaso meridionale.
Una volta assorbita nell'impero russo, Lənkəran divenne parte della Repubblica Socialista Sovietica Azera al termine della rivoluzione russa del 1917, e poi per un biennio della Repubblica Democratica di Azerbaigian. Nel 1991, con il crollo dell'Unione Sovietica, la città è divenuta parte dell'Azerbaigian indipendente.

## Infrastrutture e trasporti
L'Aeroporto internazionale di Lənkəran, inaugurato nel 2005 (dal 2008 è hub internazionale), collega la città con Baku e Mosca.

## Sport

### Calcio
La squadra principale della città è il Xəzər-Lənkəran Futbol Klubu.